# Ivano De Matteo
Ivano De Matteo (Roma, 22 gennaio 1966) è un attore, regista e sceneggiatore italiano.

## Biografia
Inizia la sua carriera artistica nel 1990 frequentando il laboratorio teatrale "Il Mulino di Fiora", diretto da Perla Peragallo. Nel 1993 con la compagna Valentina Ferlan (autrice e sceneggiatrice di origini triestine), fonda la compagnia "Il Cantiere".
Ha recitato per la prima volta nel film Le amiche del cuore di Michele Placido (1992).
Nel 2001 è tra i protagonisti del film Velocità massima, per la regia di Daniele Vicari.
Nel 2002 ha esordito da regista con il film Ultimo stadio, di cui è anche interprete.
Una produzione televisiva in particolare gli regala larga notorietà presso il grande pubblico: la parte di "Er Puma" in Romanzo criminale - La serie (2008-2010). Nel 2009 dirige La bella gente. Nel 2010 lavora con il regista Alessandro Aronadio sul set del film Due vite per caso.
Nel 2012 ritorna alla regia con Gli equilibristi, film interpretato tra gli altri da Valerio Mastandrea e Barbora Bobuľová.
Nel 2014 partecipa alla 71ª Mostra internazionale d'arte cinematografica di Venezia nella sezione "Giornate degli autori" con I nostri ragazzi. Il soggetto di questo film, che vede protagonisti Luigi Lo Cascio, Alessandro Gassmann, Giovanna Mezzogiorno e Barbora Bobuľová, è liberamente tratto dal romanzo La cena di Herman Koch.
Nel 2016 è uscito nelle sale il film La vita possibile. Il film è stato riconosciuto di interesse culturale con il contributo del Ministero dei Beni e delle Attività Culturali e del Turismo. 
Nel 2023 dirige e co-scrive con Valentina Ferlan il film Mia, il cui cast comprende Edoardo Leo, Milena Mancini e Greta Gasbarri, grazie a cui viene candidato al Nastro d'argento al migliore soggetto e vince un Globo d'oro alla miglior sceneggiatura e un Ciak d'oro per il miglior film drammatico.

## Filmografia

### Regista

#### Cinema
- Prigionieri di una fede (1999) - documentario
- Ultimo stadio (2002)
- Pillole di bisogni (2008) - cortometraggio
- La bella gente (2009)
- Gli equilibristi (2012)
- I nostri ragazzi (2014)
- La vita possibile (2016)
- Villetta con ospiti (2020)
- Mia (2023)
- Una figlia (2025)

#### Televisione
- Il commissario Corso - serie TV (1991)
- Crimini - serie TV, 1 episodio (2010)

### Sceneggiatore
- Gli equilibristi (2012)
- I nostri ragazzi (2014)
- La vita possibile (2016)
- Villetta con ospiti (2020)
- Mia (2023) [3]
- Una figlia (2025)

### Attore
- Le amiche del cuore, regia di Michele Placido (1992)
- Ultimo stadio, regia di Ivano De Matteo (2002)
- Velocità massima, regia di Daniele Vicari (2002)
- Gente di Roma, regia di Ettore Scola (2003)
- Diritto di difesa, episodio 5, Sequestro di speranza (2004) - serie TV
- Distretto di Polizia 6, regia Antonello Grimaldi – serie TV, episodio 6x01 e 6x02 (2006)
- Rino Gaetano - Ma il cielo è sempre più blu, regia di Marco Turco (2007) - film TV
- R.I.S. 4 - Delitti imperfetti, regia di Pier Belloni (2008) - serie TV, episodio 4x03
- Romanzo criminale - La serie, regia di Stefano Sollima (2008-2010) - serie TV
- Moana, regia di Alfredo Peyretti (2009) - miniserie TV
- Due vite per caso, regia di Alessandro Aronadio (2010)
- L'amore proibito, regia di Anna Negri (2011) - film TV
- Tutti contro tutti, regia di Rolando Ravello (2013)
- Occhi blu, regia di Michela Cescon (2021)

## Riconoscimenti
- Nastri d'argento
  - 2023  – Candidatura al migliore soggetto[4]
- Globo d'oro
  - 2023 –  Miglior sceneggiatura[5]
  - 2023 –  Candidatura al miglior regista
  - 2023 –  Candidatura al miglior film

- Ciak d'oro
  - 2023 – Miglior film drammatico[6]